# Saint-Sornin, Charente
Saint-Sornin är en kommun i departementet Charente i regionen Nouvelle-Aquitaine i västra Frankrike. Kommunen ligger  i kantonen Montbron som ligger i arrondissementet Angoulême. År 2022 hade Saint-Sornin 832 invånare.

## Befolkningsutveckling
Antalet invånare i kommunen Saint-Sornin
Referens:INSEE